# روبرت ألين (ملحن)
روبرت ألين (بالإنجليزية: Robert Allen)‏ هو ملحن وكاتب أغاني وشاعر أمريكي، ولد في 5 فبراير 1927، وتوفي في 1 أكتوبر 2000.

## وصلات خارجية
- روبرت ألين على موقع ميوزك برينز (الإنجليزية)
- روبرت ألين على موقع ديسكوغز (الإنجليزية)